# GPS-mottagare

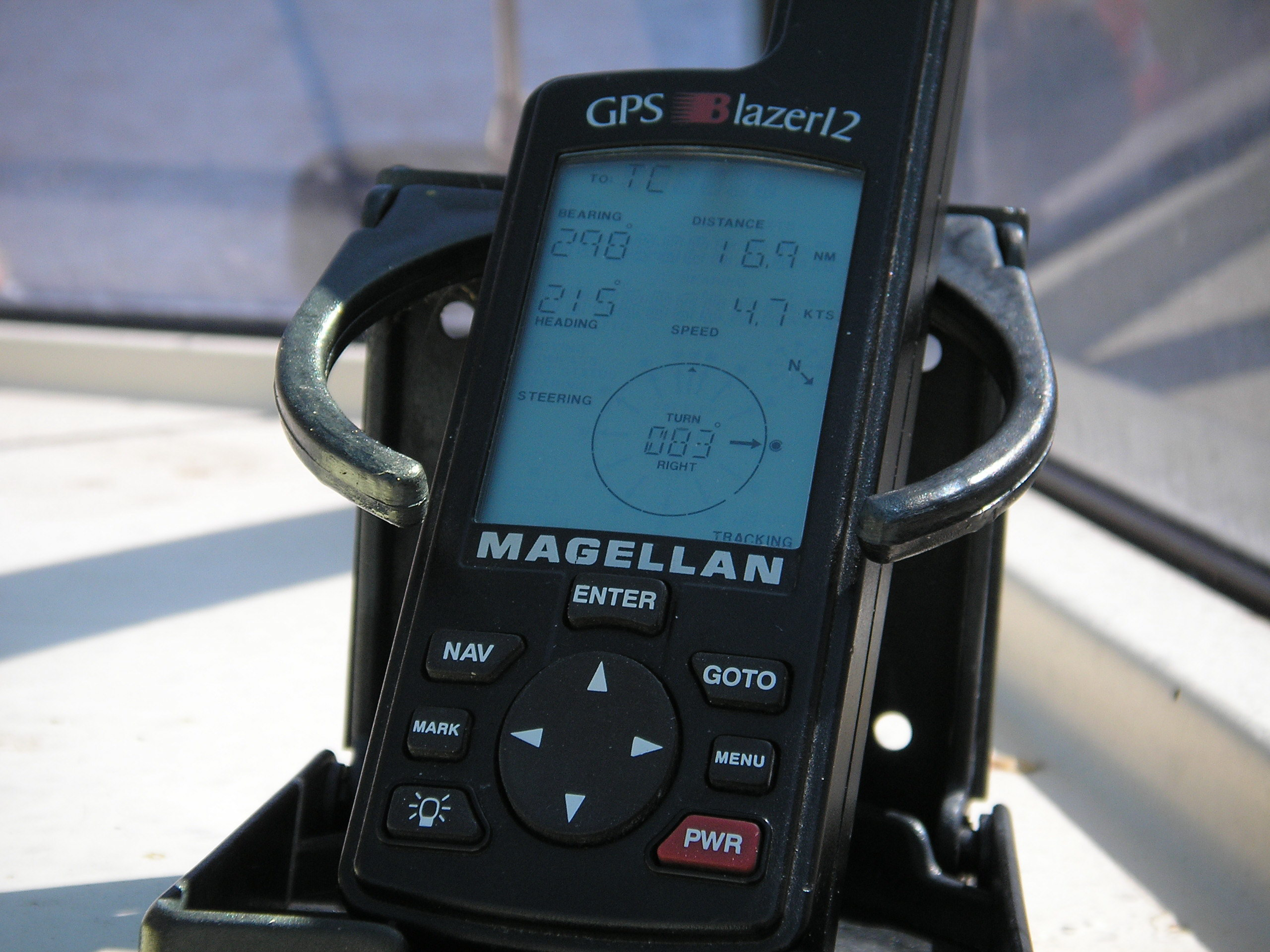
GPS-mottagare från Magellan.

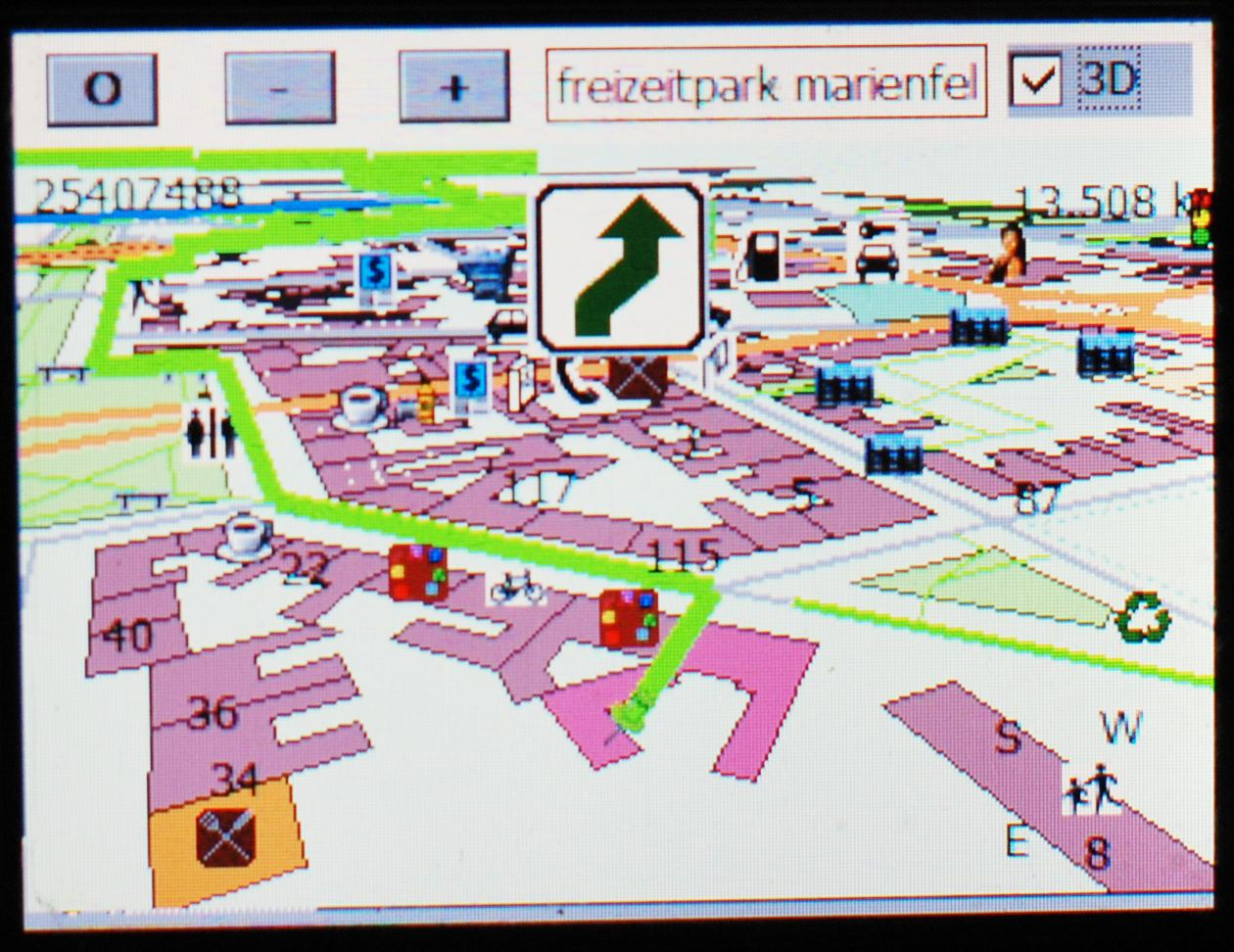
Cykelnavigator från Gosmore, en öppenkällkods ruttmjukvara, använt på en personlig navigationsassistent tillsammans med fri kartdata från Open Street Map.

GPS-mottagare (GPS-navigator), elektronisk apparat för att med hjälp av ett globalt satellitnavigationssystem från de amerikanska GPS-satelliterna ta emot och beräkna mottagarens läge. GPS-mottagare finns i olika varianter, beroende på om man ska ha den i bilen, båten eller använda den professionellt. I byggnation och vid arkeologiska utgrävningar används avancerade GPS-mottagare, för att få mer exakta värden av landskapet, så ritningar kan göras.
GPS-mottagare utsågs av Handelns utredningsinstitut i Sverige till att bli årets julklapp 2007.

## Olika typer av GPS-mottagare
Förutom att GPS-mottagare kan ha olika storlek, utformning och displaytyp beroende på tilltänkt användning, kan de även skilja sig åt i hur de utnyttjar GPS-signalerna. Enfrekvensmottagare mäter endast på L1-signalen, medan tvåfrekvensmottagare mäter på både L1- och L2-signalerna.

## Tillverkare
Exempel på tillverkare av GPS-mottagare är:
- Garmin
- Globalsat
- Magellan
- Mio
- Navigon
- Tomtom